# Palazzo Soranzo dell'Angelo
Il trecentesco palazzo Soranzo dell'Angelo si trova  a Venezia, all'angolo tra il rio di Palazzo (o de la Canonica) e il Rio del Mondo Novo (in quel tratto deto anche de l'Angelo) al limitare del sestiere di Castello.

## Descrizione
La struttura originaria risulta fortemente rimaneggiata nel tardo rinascimento. Delle origini gotiche rimane, nella facciata verso il rio di Palazzo, la grande edicola con il bassorilievo dell'angelo sopra le insegne della famiglia patrizia (da cui il soprannome dell'edificio) e due finestrelle trilobate sull'angolo in alto a destra. Interessante è la permanenza del tetto sporgente, il cosiddetto revetene, sostenuto da fitte travature modanate a barbacan.  

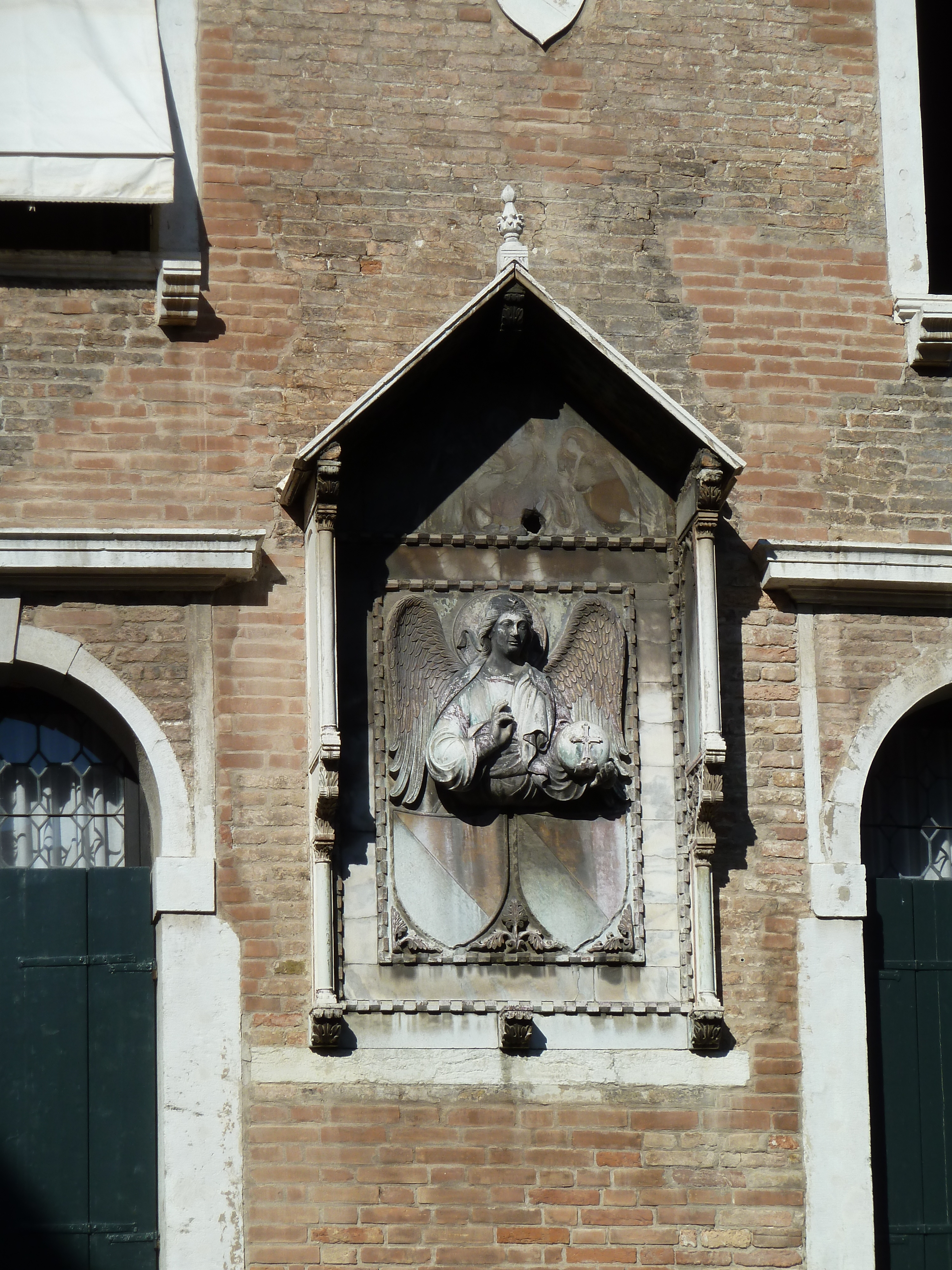
L'edicola con l'angelo che dà il nome al palazzetto

Questa facciata è invece ora dominata dalla ampia serliana con il suo balcone e la balaustrata ornata agli angoli dai marzocchi. Una stele funeraria del liberto Tito Mestrio Logismo e di sua moglie Mestria Sperata, già descritta nel 1436 da Ciriaco d'Ancona nella sua posizione di reimpiego attuale, è ancora  visibile, ma non leggibile, nella parte bassa della facciata, appena sopra il livello dell'acqua. A destra è un corpo aggiunto anche se il portale in rosso veronese che qui si apre sul ponte appare il documento più antico dell'edificio; più basso e relativamente spoglio, fu così costruito in funzione degli affreschi che doveva ospitare e di cui fino a qualche decennio fa era possibile individuare qualche sommaria traccia nell'anogolo superiore destro. Dipinti con scene di battaglie in effetti eseguiti dal Tintoretto ora perduti e vagamente ricordati dalle invidiose dicerie che lo volevano obbligato ad usare mani e piedi per portare a termine l'opera. In realtà
La facciata sull'altro rio appare completamente rimaneggiata nel Cinquecento.
Più ricca di elementi antichi è, sul retro, la facciata verso il cortile giardino. Alla base è un portico trabeato con i rinforzi modanati a barbacan sopra le colonne di marmo rosso. La facciata nei due piani superiori è aperta da due quadrifore e alcune altre finestre, tutte sormontate da archi cuspidati e all'esterno e a tutto sesto all'interno, tipici della transizione dal romanico al gotico a Venezia. Si suppone, a partire dall'individuazione di alcune rabberciature, che le quadrifore siano state spostate qui dalla facciata principale al posto di alcune più semplici bifore; d'altra parte, nella città e in quel periodo, non sono comuni simili aperture verso cortili interni.